# Chamec

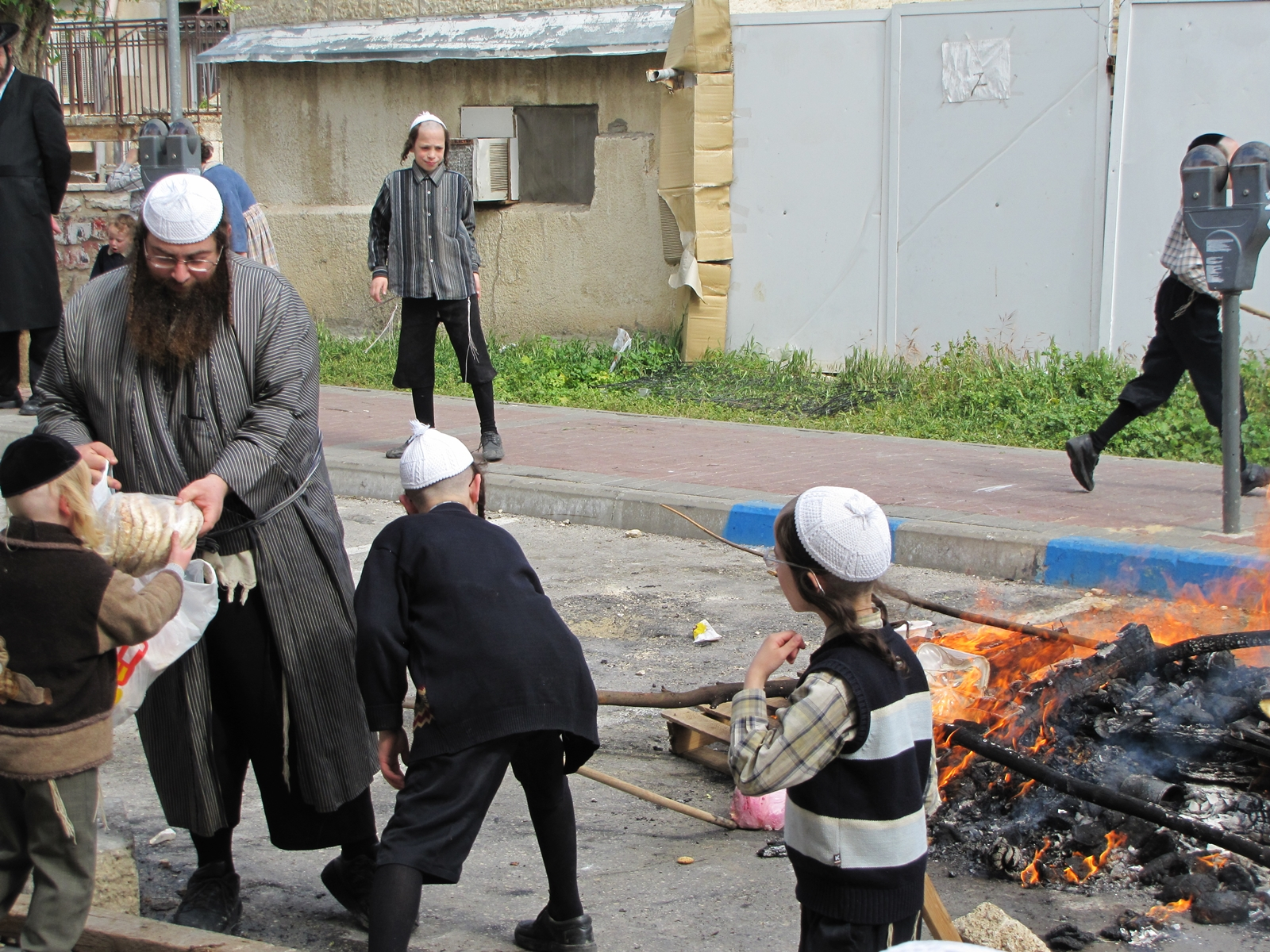
Palenie chamecu w wigilię Pesach w dzielnicy Mea Shearim w Jerozolimie

Chamec (hebr. חמץ) znaczy zakwas. Chamecem określane są produkty zrobione z jednego z pięciu zbóż: żyta, pszenicy, orkiszu, owsa i jęczmienia, lub zawierające choćby śladowe ich ilości.
Uważa się, że wystarczy 18 minut od kontaktu tych zbóż z wodą, by nastąpił proces fermentacji. Po tym czasie produkt staje się zakwasem. W czasie święta Pesach zakazane jest spożywanie chamecu oraz posiadanie go. Dlatego też maca wytwarzana na Pesach wypiekana jest w specjalny sposób, aby uniknąć fermentacji. Maca taka oznaczona jest „Kosher for Pasover” (dla odróżnienia od „Not for Pasover”). Żydzi aszkenazyjscy nie jedzą w czasie święta również kitnijot, czyli prosa, kukurydzy, ryżu oraz niektórych roślin strączkowych.
W czasie Pesach nie tylko zakazane jest spożywanie chamecu, ale także posiadanie go. W domu nie powinien znajdować się nawet okruszek chamecu. Dlatego też domy przed tym świętem sprzątane są niezwykle dokładnie. Wieczorem przed wigilią Pesach żydzi oczyszczają swoje domy z chamecu – jest to tradycyjny rytuał poszukiwania chamecu zwany Bedikat chamec. Znalezionego chamecu można pozbyć się w dwojaki sposób:
- Mechirat chamec – odsprzedać nie-Żydowi;
- Biur chamec – spalić.

W czasie święta Pesach zakazane jest również używanie jakichkolwiek naczyń, które miały kontakt z chamecem. Zalecane jest posiadanie specjalnej zastawy, przeznaczonej wyłącznie na to święto.
Zakaz posiadania i spożywania chamecu można znaleźć w następujących miejscach Tory:
- „Przez siedem dni będziecie jedli macę. Ale [przed] pierwszym dniem [święta] usuniecie zakwas z waszych domów…” (Szemot 12:15),
- „Przez siedem dni nie znajdzie się w waszych domach zakwas. Bo każdy człowiek, który będzie jadł z zakwaszonego, będzie odcięty od społeczności Izraela. Niczego zakwaszonego nie będziecie jedli. We wszystkich waszych siedzibach będziecie jedli macę” (Szemot 12:19–20).

Zakaz spożywania chamecu symbolizuje odrzucenie Egiptu, ponieważ święto Pesach upamiętnia wyzwolenie z niewoli egipskiej.